# DS 5
DS 5 — хетчбэк, разработанный французской компанией DS Automobiles, входящей в концерн PSA Peugeot Citroën. Был впервые представлен на Шанхайском автосалоне в 2011 году. Журнал Top Gear назвал DS5 — семейным автомобилем года.
За основу модели взят концепт-кар Citroën C-SportLounge, дебютировавший на Франкфуртском автосалоне в 2005 году.
С конца 2014 года автомобиль продаётся под именем DS 5. В 2015 году автомобиль получил новое оформление передней части с эмблемой DS вместо Citroën.

## Конструкция автомобиля
На DS5 устанавливают 4-цилиндровые двигатели: бензиновые объёмом 1,6 л; дизельные объёмом 1560 см3 и 2 л. В планах у производителя запустить в серию модель с 2-литровой дизель-электрической установкой Hybrid4 общей мощностью 200 л. с., впервые использованной в кроссовере Peugeot 3008.
| Модель                                              | THP 155                  | THP 200                  | e-HDi 110 EGS6 Airdream | HDi 165                  | Hybrid4 EGS6 Airdream    |
| --------------------------------------------------- | ------------------------ | ------------------------ | ----------------------- | ------------------------ | ------------------------ |
| Производство                                        | с ноября 2011            | с ноября 2011            | с ноября 2011           | с ноября 2011            | c июня 2012              |
| Тип двигателя                                       | бензиновый               | бензиновый               | дизельный               | дизельный                | дизель-электрический     |
| Объём, см3                                          | 1598                     | 1598                     | 1560                    | 1997                     | 1997                     |
| Мощность, об/мин                                    | 156 л. с. (115 кВт) 6000 | 200 л. с. (147 кВт) 5800 | 112 л. с. (87 кВт) 3600 | 163 л. с. (120 кВт) 3750 | 200 л. с. (147 кВт) 3750 |
| Крутящий момент, об/мин                             | 240 Нм/1400              | 275 Нм/2000              | 270 Нм/1750             | 340 Нм/2000              | 450 Нм/1750              |
| Привод                                              | передний                 | передний                 | передний                | передний                 | полный                   |
| Коробка передач                                     | 6-ступ. АКПП             | 6-ступ. МКПП             | 6-ступ. МКПП            | 6-ступ. МКПП/АКПП        | 6-ступ. АКПП             |
| Максимальная скорость, км/ч                         | 202                      | 235                      | 191                     | 215                      | 211                      |
| Разгон от 0 до 100 км/ч, в секундах                 | 9,7                      | 8,2                      | 12,4                    | 8,8 10,1                 | 8,6                      |
| Расход топлива на 100 км (смешанный цикл), в литрах | 7,1—7,3                  | 6,7                      | 4,4                     | 4,9—5,1 5,9—6,1          | 3,8—4,1                  |
| Выброс CO2, г/км                                    | 165—169                  | 155                      | 114                     | 129—133 154—158          | 99—107                   |
| Норма токсичности                                   | Евро 5                   | Евро 5                   | Евро 5                  | Евро 5                   | Евро 5                   |

| Euro NCAP                                   | Euro NCAP | Euro NCAP | Euro NCAP             |
| ------------------------------------------- | --------- | --------- | --------------------- |
| · общий рейтинг                             |           |           |                       |
| 89%                                         | 83%       | 40%       | 97%                   |
| взрослый пассажир                           | ребёнок   | пешеход   | активная безопасность |
| Протестированная модель: Citroën DS5 (2011) |           |           |                       |

## Интересные факты
На Citroën DS5 проходила инаугурация президента Франции Франсуа Олланда.